# Thea Musgrave
Thea Musgrave   (Edimburg, 27 de maig de 1928) és una compositora i pianista escocesa d'òpera i música clàssica.
Va estudiar a la seva Edimburg natal i, posteriorment, va ser alumna de la directora i compositora Nadia Boulanger a París. Ha compost una dotzena d'òperes, moltes d'elles amb un personatge històric com a protagonista, com ara: The Decision (1967), The Voice of Ariadne (1974), Mary, Queen of Scots (1976) i A Christmas Carol (1978-79). També ha compost concerts per a clarinet, trompa i orquestra.
El 2002 va ser ordenada Comandant de Orde de l'Imperi Britànic i el 2017 va guanyar el The Queen's Medal for Music.